# Worlds Collide 2019
Worlds Collide (2019) was een professioneel worstelshow en WWE Network evenement dat georganiseerd werd door WWE voor hun NXT, NXT UK en 205 Live brands. Het evenement vond plaats op 26 en 27 januari 2019 tijdens de Royal Rumble in het Phoenix Convention Center in Phoenix, Arizona en werd live uitgezonden op de WWE Network op 2 februari 2019.

## Matches
| Nr. | Match | Winnaar(s)           | Opmerkingen                           | Bron  |
| --- | --- | -------------------- | ------------------------------------- | ----- |
| 1D  | Flash Morgan Webster vs. James Drake | Flash Morgan Webster | Eén-op-één Dark match.                | [ 3 ] |
| 2   | Jordan Devlin vs. Adam Cole vs. Cedric Alexander vs. Dominik Dijakovic vs. Drew Gulak vs. Humberto Carrillo vs. Keith Lee vs. Mark Andrews vs. Shane Thorne vs. TJP vs. Tony Nese vs. Travis Banks vs. Tyler Bate vs. Velveteen Dream vs. Zack Gibson | Jordan Devlin        | 15-man Battle Royal                   | [ 3 ] |
| 3   | Drew Gulak vs. Mark Andrews | Drew Gulak           | Worlds Collide toernooi eerste ronde. | [ 1 ] |
| 4   | Dominik Dijakovic vs. TJP | Dominik Dijakovic    | Worlds Collide toernooi eerste ronde. | [ 1 ] |
| 5   | Keith Lee vs. Travis Banks | Keith Lee            | Worlds Collide toernooi eerste ronde. | [ 1 ] |
| 6   | Humberto Carrillo vs. Zack Gibson | Humberto Carrillo    | Worlds Collide toernooi eerste ronde. | [ 1 ] |
| 7   | Velveteen Dream vs. Tony Nese | Velveteen Dream      | Worlds Collide toernooi eerste ronde. | [ 1 ] |
| 8   | Adam Cole vs. Shane Thorne | Adam Cole            | Worlds Collide toernooi eerste ronde. | [ 1 ] |
| 9   | Tyler Bate vs. Cedric Alexander | Tyler Bate           | Worlds Collide toernooi eerste ronde. | [ 1 ] |
| 10D | Walter vs. Danny Burch | Walter               | Eén-op-één Dark match.                | [ 1 ] |
| 11  | Jordan Devlin vs. Drew Gulak | Jordan Devlin        | Worlds Collide toernooi kwartfinale.  | [ 1 ] |
| 12  | Velveteen Dream vs. Humberto Carrillo | Velveteen Dream      | Worlds Collide toernooi kwartfinale.  | [ 1 ] |
| 13  | Adam Cole vs. Keith Lee | Adam Cole            | Worlds Collide toernooi kwartfinale.  | [ 1 ] |
| 14  | Tyler Bate vs. Dominik Dijakovic | Tyler Bate           | Worlds Collide toernooi kwartfinale.  | [ 1 ] |

| Nr. | Match                                                                                  | Winnaar(s)                | Opmerkingen                           | Bron  |
| --- | -------------------------------------------------------------------------------------- | ------------------------- | ------------------------------------- | ----- |
| 1D  | Candice LeRae vs. Xia Li                                                               | Candice LeRae             | Eén-op-één Dark match.                | [ 3 ] |
| 2D  | Fabian Aichner vs. Ligero                                                              | Fabian Aichner            | Eén-op-één Dark match.                | [ 3 ] |
| 3   | Tyler Bate vs. Adam Cole                                                               | Tyler Bate                | Worlds Collide toernooi halve finale. | [ 1 ] |
| 4   | Velveteen Dream vs. Jordan Devlin                                                      | Velveteen Dream           | Worlds Collide toernooi halve finale. | [ 1 ] |
| 5D  | Mia Yim & Taynara Conti vs. Chelsea Green & Vanessa Borne                              | Mia Yim & Taynara Conti   | Tag Team Dark match.                  | [ 3 ] |
| 6D  | Trent Seven vs. Gentleman Jack Gallagher                                               | Trent Seven               | Eén-op-één Dark match.                | [ 3 ] |
| 7D  | The Coffey Brothers (Joe Coffey & Mark Coffey) vs. Mark Andrews & Flash Morgan Webster | The Coffey Brothers       | Tag Team Dark match.                  | [ 3 ] |
| 8D  | Walter vs. Kassius Ohno                                                                | Walter                    | Eén-op-één Dark match.                | [ 3 ] |
| 9D  | James Drake & Zack Gibson vs. Danny Burch & Oney Lorcan                                | James Drake & Zack Gibson | Tag Team Dark match.                  | [ 3 ] |
| 10  | Velveteen Dream vs. Tyler Bate                                                         | Velveteen Dream           | Worlds Collide toernooifinale.        | [ 1 ] |